# Setodes divyarupa
Setodes divyarupa är en nattsländeart som beskrevs av Schmid 1987. Setodes divyarupa ingår i släktet Setodes och familjen långhornssländor. Inga underarter finns listade i Catalogue of Life.